# (7166) Kennedy
Pour les articles homonymes, voir Kennedy.
(7166) Kennedy est un astéroïde de la ceinture principale.

## Description
(7166) Kennedy est un astéroïde de la ceinture principale. Il fut découvert le 15 octobre 1985 à la station Anderson Mesa par Edward L. G. Bowell. Il présente une orbite caractérisée par un demi-grand axe de 2,43 UA, une excentricité de 0,13 et une inclinaison de 3,7° par rapport à l'écliptique.

## Compléments